# 시그형 증기 동차
시그형 증기 동차는 일제강점기때인 1920년대에 제작되어 한반도에 도입된 3등 증기 동차이다. 하지만 이후 폐차된 것으로 추정되고 있다

## 개요
일본의 기샤가이샤(汽車會社)에서 1923년 7월 5일 4량을 도입하였다. 일반적인 일본식 증기 동차와 같이 동력부와 객차부가 일체형인 차량으로, 객차 2량을 추가로 연결하여 경인선에서 운행하였다. 그러나 차내의 진동이 심한 문제가 있어, 1924년부터는 동력부와 객차부를 분리하였다. 1924년과 1927년에 각 1량씩 폐차하여, 이후 일본제 시그형 증기 동차는 2량만이 잔존하게 되었다.
1925년에 영국의 ‘센티넬·캬멜레야드’라는 회사로부터 74인승 차량 2량을 추가 도입하였다. 기관실의 보일러에서 발생되는 21kg/cm³의 증기로, 언더프레임에 매달린 6기통 30마력의 엔진을 구동하는 방식이었다. 이 증기 동차의 도입과 운행 과정은 3등 디젤 동차의 설계와 제작에 많은 도움을 주었다.